# Playing the Angel
Playing the Angel är Depeche Modes elfte studioalbum, släppt den 17 oktober 2005. 
Playing the Angel är det första av Depeche Modes musikalbum där sångaren David Gahan bidragit som låtskrivare. Tillsammans med Christian Eigner och Andrew Phillpott har han skrivit text och musik till "Suffer Well", "I Want It All" och "Nothing's Impossible". Övriga låtar är komponerade av Martin Gore.

## Låtförteckning
1. "A Pain That I'm Used To" (4:11)
2. "John the Revelator" (3:42)
3. "Suffer Well" (3:49)
4. "The Sinner in Me" (4:55)
5. "Precious" (4:10)
6. "Macro" (4:02)
7. "I Want It All" (6:10)
8. "Nothing's Impossible" (4:21)
9. "Introspectre" (1:42) (Instrumental)
10. "Damaged People" (3:28)
11. "Lilian" (4:46)
12. "The Darkest Star" (6:55)

Bonusspår
1. "Free" – 5:11
2. "Clean (Bare)" – 3:44
3. "Surrender (Bare)" - 4:01
4. "Waiting for the Night (Bare)" (Itunes)-3:44
5. "Newborn"
6. "Better Days"

## Singlar
1. "Precious" (3 oktober 2005)
2. "A Pain That I'm Used To" (12 december 2005)
3. "Suffer Well" (27 mars 2006)
4. "John the Revelator"/"Lilian" (5 juni 2006 (dubbel A-sida))